# Aurisina
Aurisina (in sloveno Nabrežina) è, assieme a Duino, la località principale del comune di Duino-Aurisina (TS), nella quale si trova la sede municipale (precisamente nel sobborgo di Aurisina Cave).

## Storia
Centro per l'estrazione del marmo in uso già ai tempi dell'antica Roma, era attraversato dalla via romana detta Gemina.
Dalle sue cave è stato tratto il marmo per la costruzione del Mausoleo di Teodorico a Ravenna, per la costruzione di buona parte delle opere presso Aquileia e per l'edificazione, in tempi più recenti, del Sacrario di Redipuglia.
Viene citata per la prima volta in un documento del 1308 con il nome di Lebrosina.
Le successive varianti scritte del toponimo compaiono tra XIV e XVI secolo. Nelle registrazioni tergestine, riferite a vigne e oliveti sulla costiera, sotto il ciglione dell'altopiano carsico, compare tra, il 1308 ed il 1349, come Lebrosina, Lebresina, Lobrosina, Labresina, Liurisina ed Aurisin, Aurisins, Auresinis, Auresinum, Aurexinum, Aurixinum, Aurisinum; le menzioni riferibili al villaggio danno Laurisina, Liusirina, Liurixina, Luirisinum.
L'utilizzazione ufficiale del toponimo italiano, attuale, è del 1923 (fino a tale data veniva utilizzato il toponimo  sloveno, ovvero Nabrežina).
In sloveno le forme in uso ufficiale Nabrežina, affiancata dalla forma dialettale Nabržin, pur derivando dal medesimo antico toponimo, risultano modificate per influenza dell'espressione linguistica na bregu (ovvero sul ciglio). Il comune di Aurisina venne sciolto nel 1928 e fuso con i comuni di Duino, Malchina, San Pelagio e Slivia, formando il nuovo comune di Duino-Aurisina.

## Geografia antropica
La località è suddivisa in tre centri:
- Aurisina Cave (in lingua slovena Nabrežina Kamnolomi): posta nei pressi della grande cava romana, è la località ove ha sede il municipio, la stazione dei carabinieri e la stazione ferroviaria di Bivio d'Aurisina, dalla quale si diparte la linea per la Slovenia. Nei suoi pressi vi sono degli interessanti esempi di carsismo come i campi solcati. Vi aveva sede il ricreatorio della Lega Nazionale. Vi ha sede anche la palestra comunale e la scuola media.
- Aurisina Centro (in lingua slovena Nabrežina): è il centro storico della località costituito, da un piccolo borgo carsico, posto nei pressi della chiesa di San Rocco, consacrata nel 1604, anche se la costruzione attuale risale al 1760. La struttura esterna di tale chiesa è in stile neoclassico; ad ornare la facciata vi è una statua del santo, patrono comunale (celebrato il 16 agosto). L'interno è a una sola navata con altare barocco in marmo. Possiede un campanile alto 30 metri decorato con l'orologio. La piazza, posta dinnanzi la chiesa, è, di fatto, una strada allargata, che termina col Monumento ai caduti nella seconda guerra mondiale, eretto nel 1972, su progetto dell'architetto Dario Jagodic. Vi sono incisi i nomi di 113 caduti del Comune, vittime del regime fascista e dei campi di sterminio tedeschi, nonché caduti in guerra. Nella località ha sede un campo sportivo comunale, nonché il distretto sanitario. Dalla frazione centrale si diparte il Percorso didattico che consente di visitare i luoghi più significativi della località. Tale frazione è separata da Aurisina cave da un grande viadotto ferroviario, che rappresenta anche una parte dello stemma comunale.
- Aurisina Stazione (in lingua slovena Nabrežina Postaja): frazione posta nei pressi della stazione di Aurisina, sviluppatasi nella seconda metà dell'Ottocento, dopo l'inaugurazione della ferrovia per Vienna. Nelle sue vicinanze, all'interno dell'ampia dolina chiamata Lišček, è posto un cimitero militare austroungarico, ove sono sepolti 1934 soldati. Nella località ha sede un'importante casa di cura ed un'ampia zona sportiva.

Nella parte verso il mare vi sono inoltre l'agglomerato di Marina di Aurisina posto a valle della strada statale 14 della Venezia Giulia, ed il piccolo porticciolo della Canovella de' Zoppoli (Pri Čupah) collegato con il centro di Aurisina dal sentiero dei Pescatori (Ribiška pot). In tale località vi sono alcune infrastrutture turistiche.
Contiguo ad Aurisina centro, a nord della strada provinciale per Trieste, vi è l'abitato di Aurisina Santa Croce, che è diviso dalla stessa provinciale, dalla frazione Santa Croce del comune di Trieste.

## Galleria d'immagini

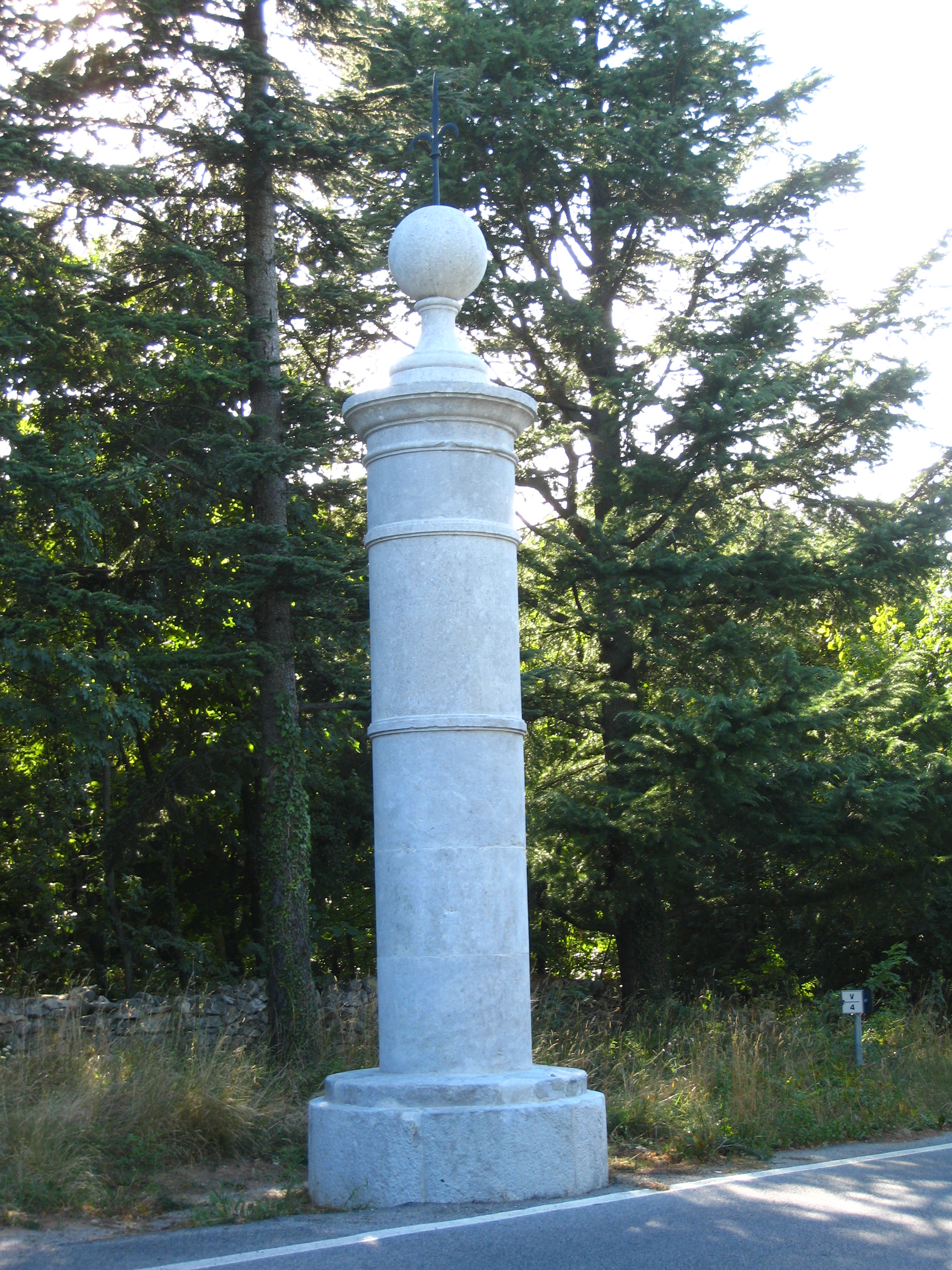
Le colonne all’ingresso di Aurisina Centro. Segnano il confine storico fra il Libero Comune di Trieste e la Contea di Gorizia e Gradisca.
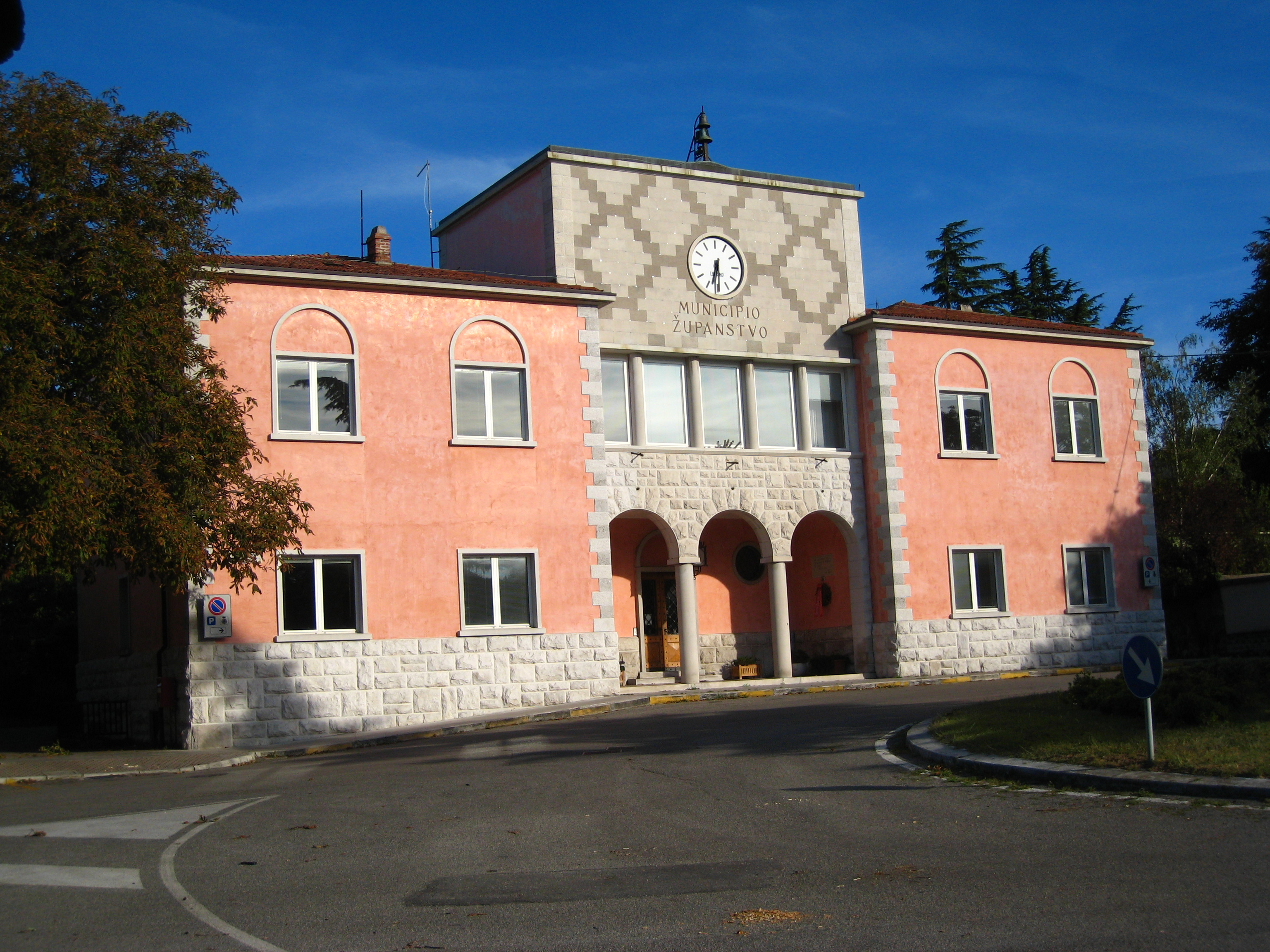
Il municipio ad Aurisina Cave
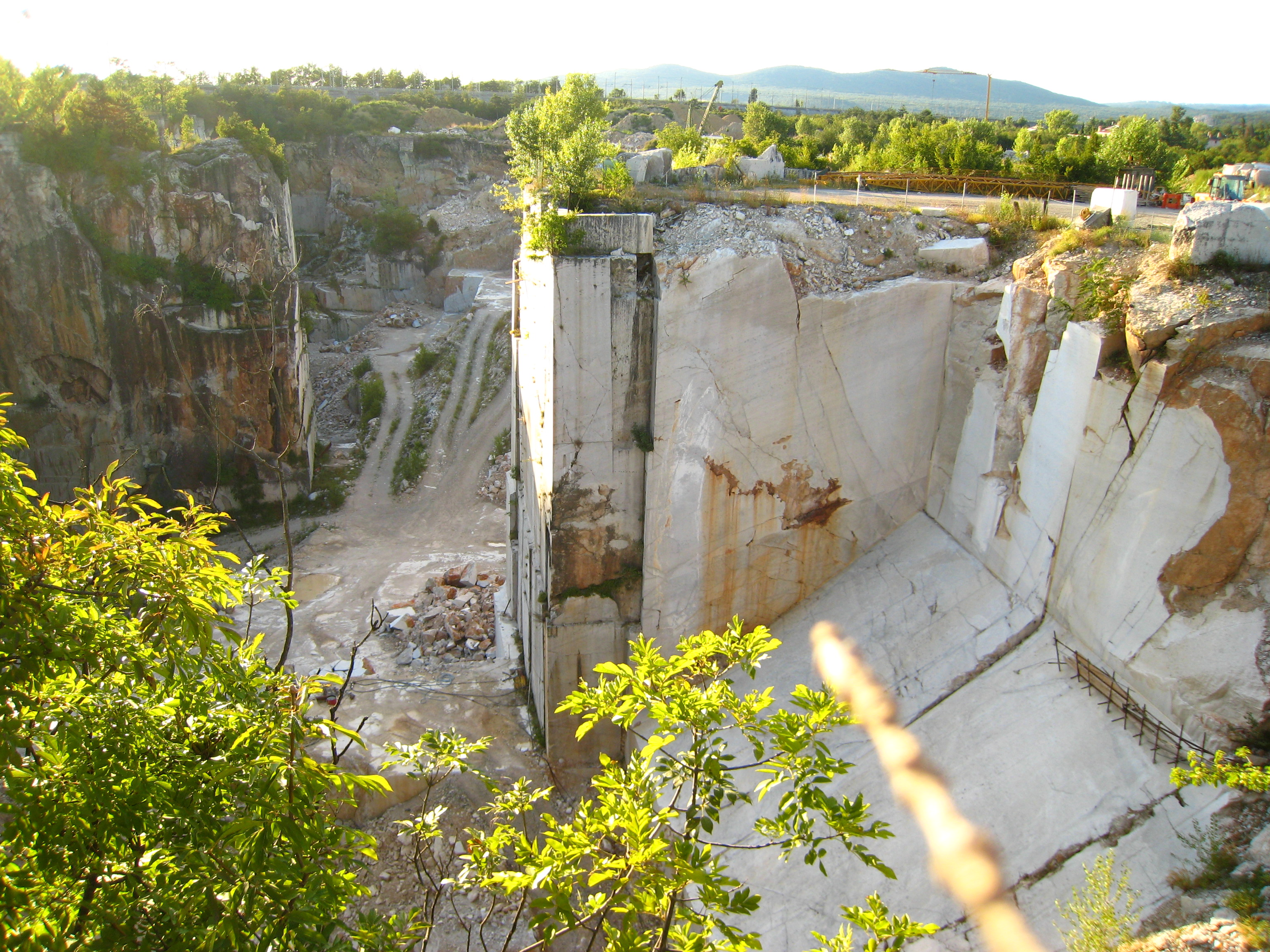
La cava romana
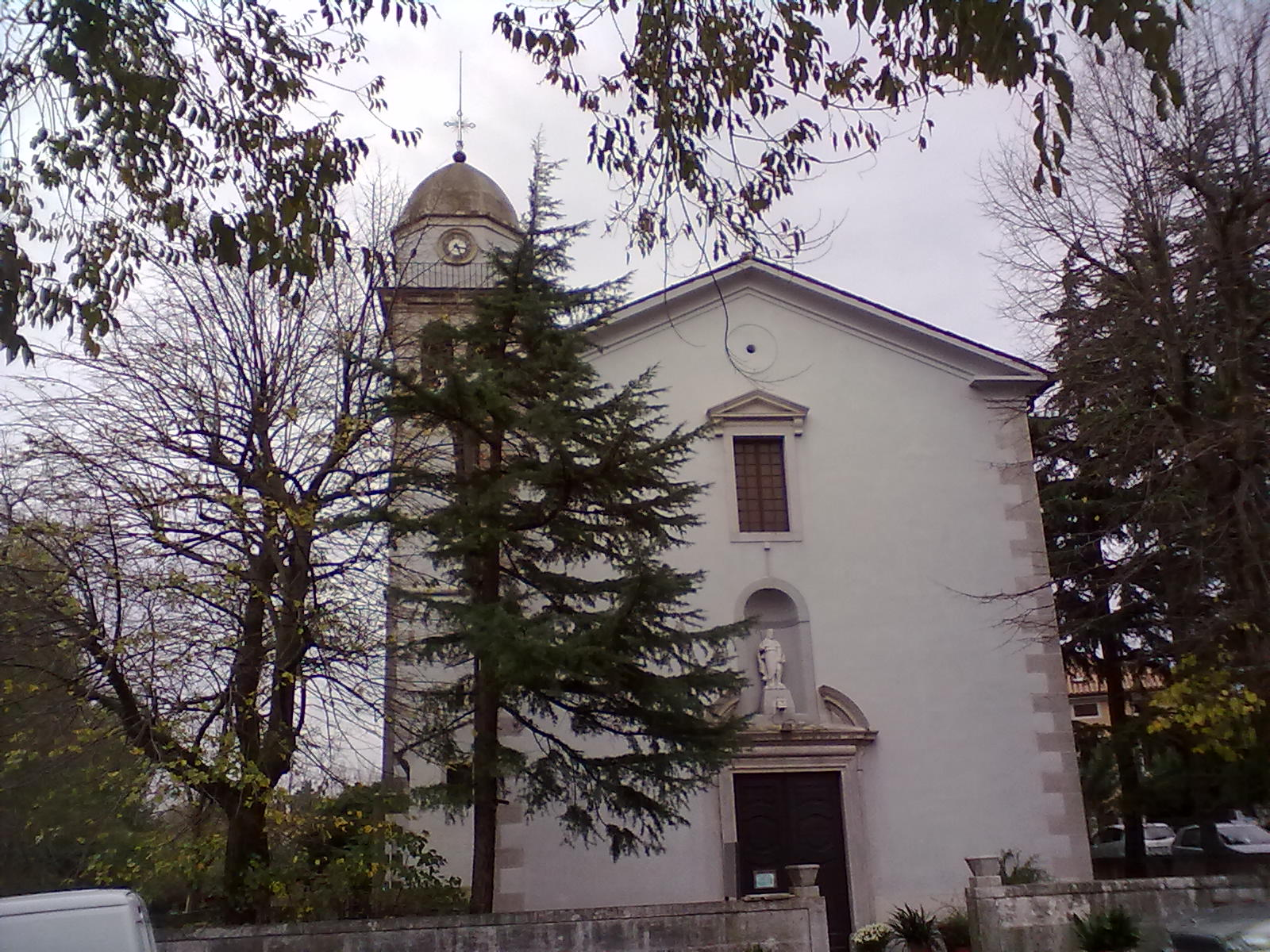
La chiesa parrocchiale